# Серен Саммоник
Квинт Сере́н Саммони́к (лат. Quintus Serenus Sammonicus, убит в декабре 211 или в 212) — древнеримский врач, писатель и учёный-антиквар эпохи Северов. Обладатель величайшей частной библиотеки в античности.

## Биография
О происхождении и дате рождения сведений нет, в разных источниках разнится даже его имя: у Макробия (Saturnalia III, 96 и XVI, 6-17) и в биографии Каракаллы в «Жизнеописаниях августов» (IV, 4) он именуется Sammonicus Serenus, а в биографии Геты (V, 6) — Serenus Sammonicus. Судя по упоминаниям в перечисленных источниках, он был известным учёным в правление Марка Аврелия, которому даже посвящал свои труды. Макробий характеризовал его как «образованнейшего человека своего времени». О том же писал и Сидоний Аполлинарий, именуя его «более эрудированным, чем Варрон и Цензорин, вместе взятые» (Epistulae 14,3). В биографии Гордиана Младшего (XVIII, 2) упоминается, что собранная Сереном Саммоником библиотека насчитывала до 62 000 книг-свитков. В той же биографии Гордиана Младшего упоминается, что сын Серена Саммоника, носивший это же имя, также был врачом и наставником будущего императора, но современные исследователи полагают это маловероятным.
Септимий Север пригласил Саммоника воспитателем своих сыновей Геты и Каракаллы, и учёный имел особенное влияние на первого из них, и вступил в партию его сторонников. После убийства Геты, Каракалла отдал приказ убить и его учителя. По позднейшим преданиям, произошло это в 212 году, через несколько месяцев после смерти его ученика (26 декабря 211 года).

## Наследие
Исследователь творчества Серена Саммоника Э. Чемплин характеризовал его как «типичного интеллектуала, творившего в век архаизации» и как «достойного преемника Фронтина и Авла Геллия». Цитируемые Макробием сочинения Серена Саммоника отличаются изысканностью слога и языка. В основном цитируется его работа Res reconditae («О загадочных вещах») в 5 книгах. Ему также приписывалась поэма De medicina praecepta («Наставление в медицине») объёмом 1115 гекзаметров (или 1107), описывающих разнообразные болезни — всего 64 — и методы их лечения, почерпнутые из Плиния и Диоскорида. Не меньше там и магических формул, в частности, абракадабра, которая предписана как лекарство от лихорадки. Иногда эту поэму относят к IV веку и приписывают другому Серену Саммонику. Поэма была напечатана Джованни Сульпицием Вероли в 1484 году.